# Národní dům (Karlín)
Národní dům v Karlíně je secesně-klasicistní budova v Praze-Karlíně, původně sloužící kulturně-společenským účelům. Nachází se v Hybešově ulici, na jižním okraji Kaizlových sadů.

## Popis budovy
Budova je volně stojící třípatrový kubus výškově odstupňovaný a pročleněný rizality. Centrálním prvkem budovy je monumentální tříramenné schodiště. Z jeho podesty je přístup na balkon v průčelí stavby, pod nímž je podjezd s hlavním vchodem. Další balkon je obrácen na sever do zahrady. Dům má mansardovou střechu se štíty a vikýři.
Budova byla postavena v letech 1910–1911 podle návrhu architekta Josefa Sakaře, žáka Josefa Zítka. Sakař byl představitelem české novorenesance, mimo jiné autor budovy Filozofické fakulty Univerzity Karlovy, průčelí novostavby křižovnického kláštera a budovy Státní tiskárny cenin v Růžové ulici. Jeho karlínská realizace je však navržena ve stylu tzv. postsecesního klasicismu. Autory sochařské výzdoby jsou Antonín Štrunc a Otakar Rákosník.

## Historie
Myšlenka postavit Národní dům v Karlíně vznikla již v roce 1903, kdy byl Karlín povýšen na město. V té době už své národní domy měly Královské Vinohrady, Smíchov, Žižkov a Nusle. Se stavbou se začalo v březnu 1910 a už 1. května 1911 byla otevřena restaurace s kavárnou, hernou a kuželkářskou síní v přízemí. Následovaly další kulturně-společenské prostory v suterénu, 1. a 2. patře. Většina zařízení pocházela od karlínských podnikatelů. Slavnostní otevření v neděli 18. června 1911 uspořádala Měšťanská beseda v Karlíně. Úvodní slovo pronesl básník Adolf Heyduk a orchestr řídil skladatel Otakar Ostrčil. Až do roku 1938 dům sloužil společenským účelům, fungoval zde hostinec s tanečním sálem a podkrovní pokojíky sloužily coby nevěstinec.
V budově se konal od 14. do 16. května 1921 ustavující sjezd Komunistické strany Československa. Hybešova ulice (původně Strossmayerova, později Vitoldova), v níž budova stojí, byla v roce 1952 přejmenována na Hybešovu po sociálně demokratickém poslanci a spoluzakladateli KSČ Josefu Hybešovi. Hybeš se ovšem sjezdu pravděpodobně nezúčastnil, na sjezdové předporadě 14. května bylo rozhodnuto zaslat mu zdravici. Tuto událost v letech 1948–1989 také připomínala na fasádě umístěná pamětní deska, která byla na konci roku 1989 sejmuta a později umístěna pod klenbou v suterénu budovy. Tabuli v 90. letech osobitým způsobem ironizoval legendární rozhlasový a televizní redaktor Karel Pech, který na původní místo na fasádě umístil čistou bílou cedulku s tím, že na ni později doplní informaci o sobě – shodou okolností se totiž právě v tomto domě on sám narodil 18. května 1917.
Od roku 1938 slouží budova rozhlasovým účelům. Během protektorátu ji používali Němci pro vysílání Říšského vysílače Čechy; po válce začala sloužit Československému rozhlasu. V 50. letech prošla budova přestavbou, kdy se sály a salónky postupně měnily v nahrávací studia. Velký sál Národního domu se proměnil ve svého času proslulé Studio A, kde natáčely přední orchestry taneční a populární hudby, mj. Taneční orchestr Československého rozhlasu, orchestry Karla Vlacha, Ferdinanda Havlíka, Ladislava Bezubky. Kromě studií pro nahrávání hudebních, činoherních a literárně-dramatických pořadů se stala budova i sídlem regionálního vysílání pro hlavní město Prahu a tehdejší Středočeský kraj; od roku 1990 neslo toto studio název Regina Praha. V roce 1978 byl objekt prohlášen národní kulturní památkou.
V letech 1997 a 1998 došlo k modernizaci interiéru budovy a částečnému obnovení původní stavební dispozice přízemí a schodiště a k rekonstrukci hudebního pavilónu a parketu v přilehlé části parku. V roce 2002 byla budova zasažena povodní, která zatopila přízemní vrátnici do výše 196 cm a ve zvýšeném přízemí studia F se zastavila ve výšce 90 cm, těsně pod úrovní magnetofonů a mixážních pultů.. Obnova Národního domu podle projektu Simony Kárníkové a Vladimíra Šenkýře trvala do června 2003; jejím cílem bylo budovu lépe přizpůsobit modernímu rozhlasovému provozu a zároveň její vnitřní architekturu o něco přiblížit úplně původnímu stavu.

## Současnost
V současnosti budova slouží dvěma stanicím Českého rozhlasu – Rádio Praha a Region. V přízemí se nachází newsroom a vysílací komplex, v 1. patře nahrávací studia A a B. Studio A se využívá pro hudební tvorbu, studio B pro tvorbu slovesnou. Ve 2. patře jsou další studia určená převážně pro slovesnou tvorbu. Interiéry jsou krátkodobě zpřístupněny veřejnosti během festivalu Open House Praha.

## Fotogalerie

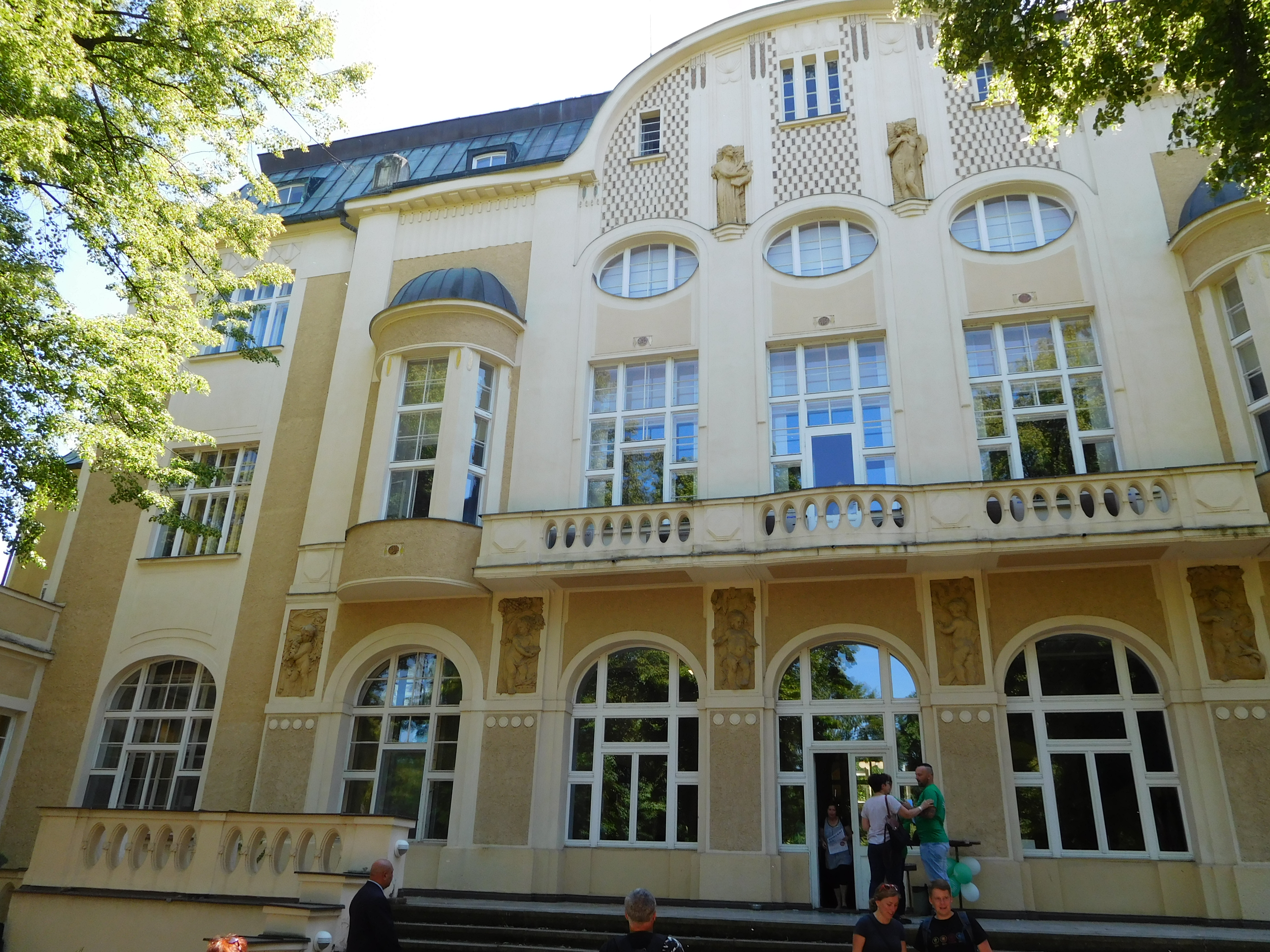
Severoseverozápadní fasáda
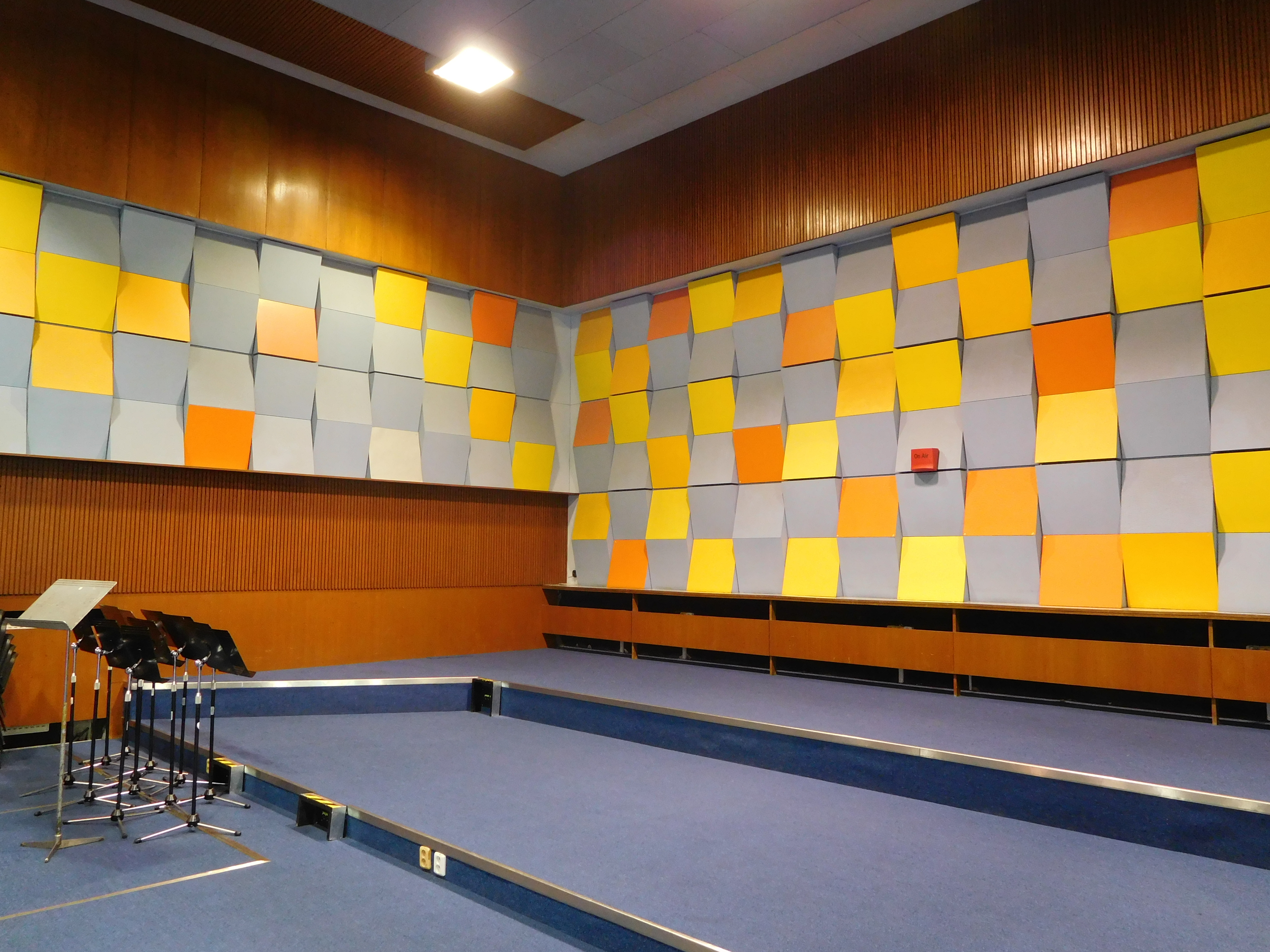
Český rozhlas, Studio A
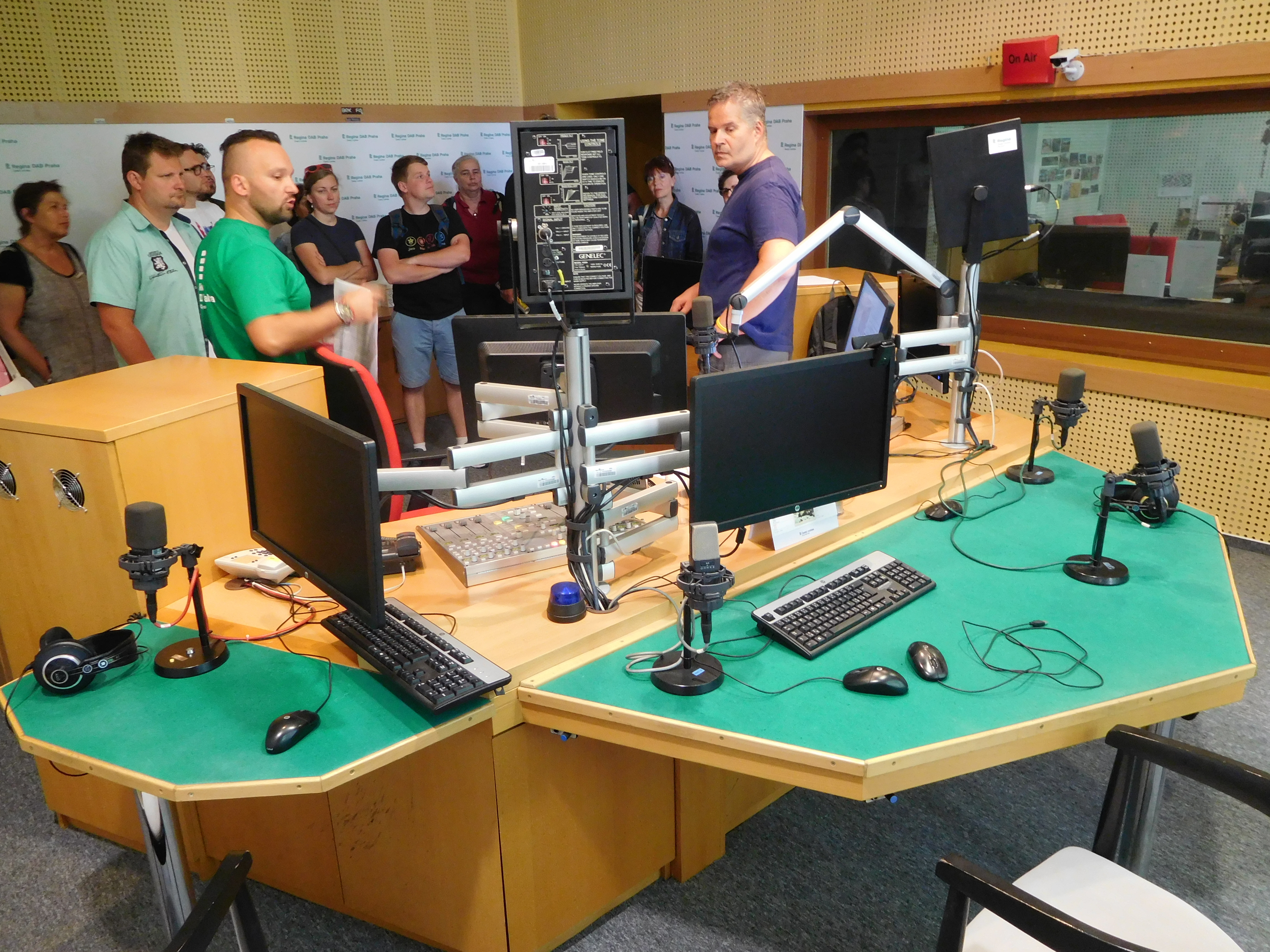
Český rozhlas, Studio Regina DAB
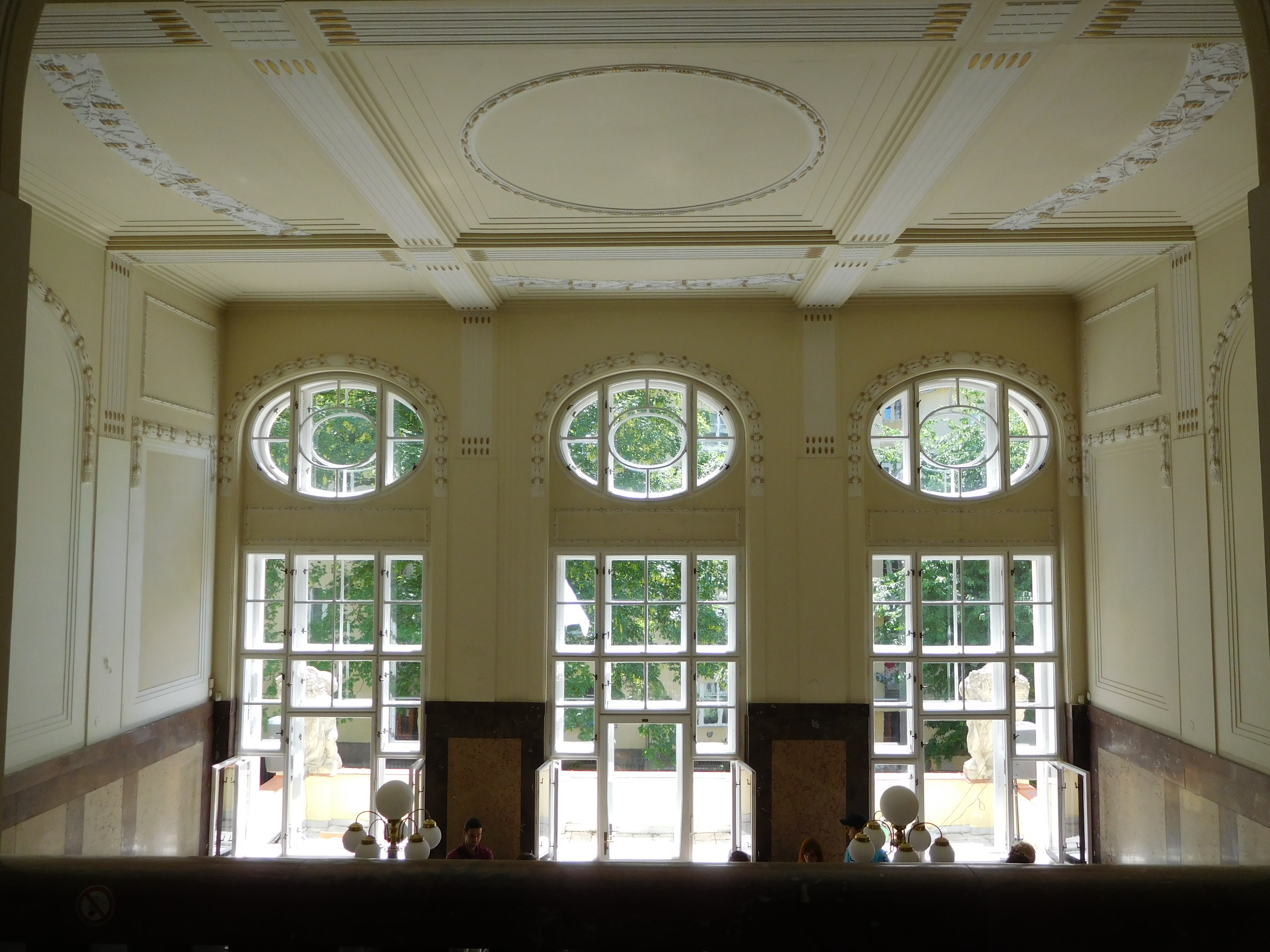
Prostor nad hlavním schodištěm
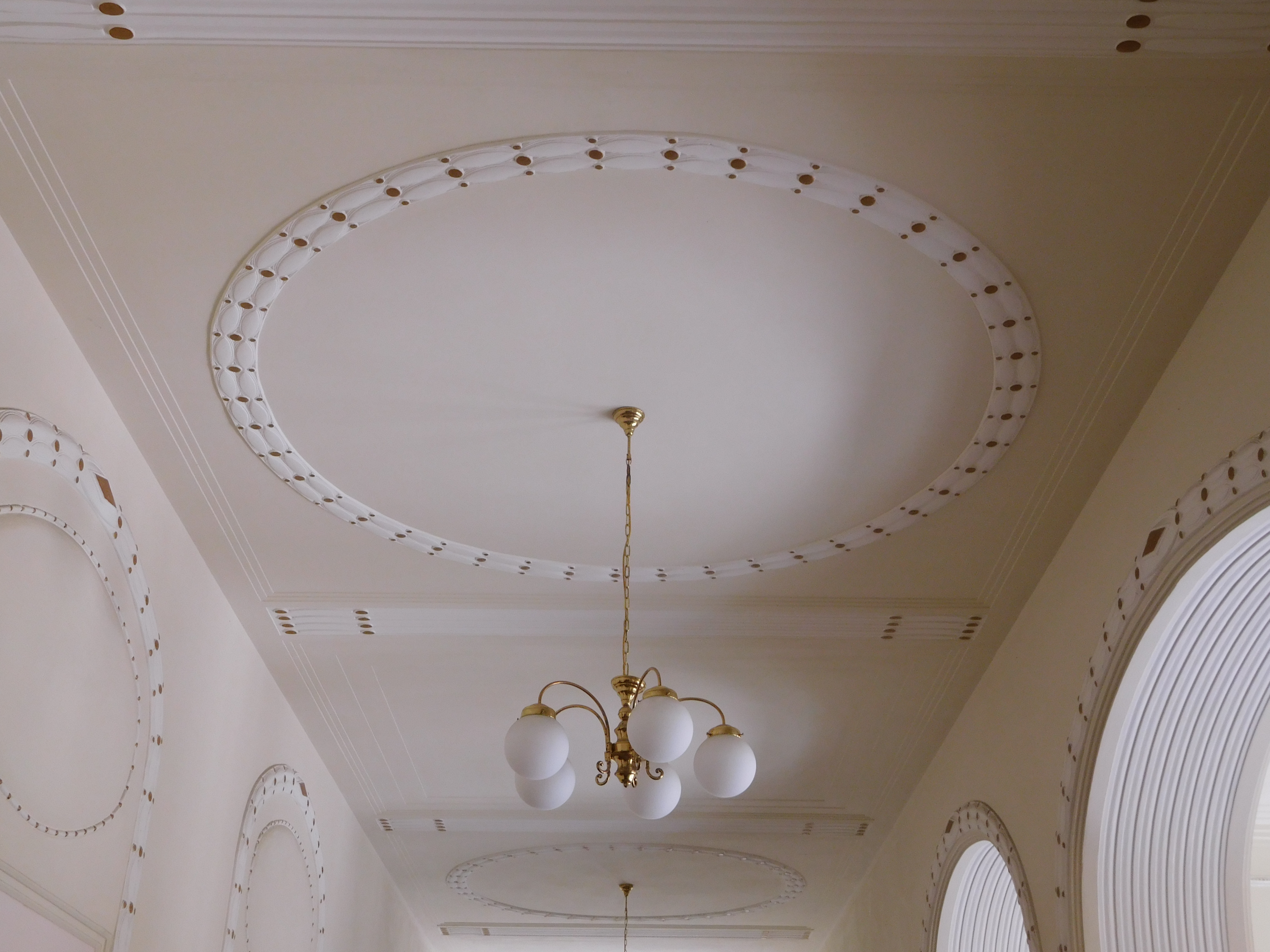
Stropní výzdoba na chodbě v 1. patře
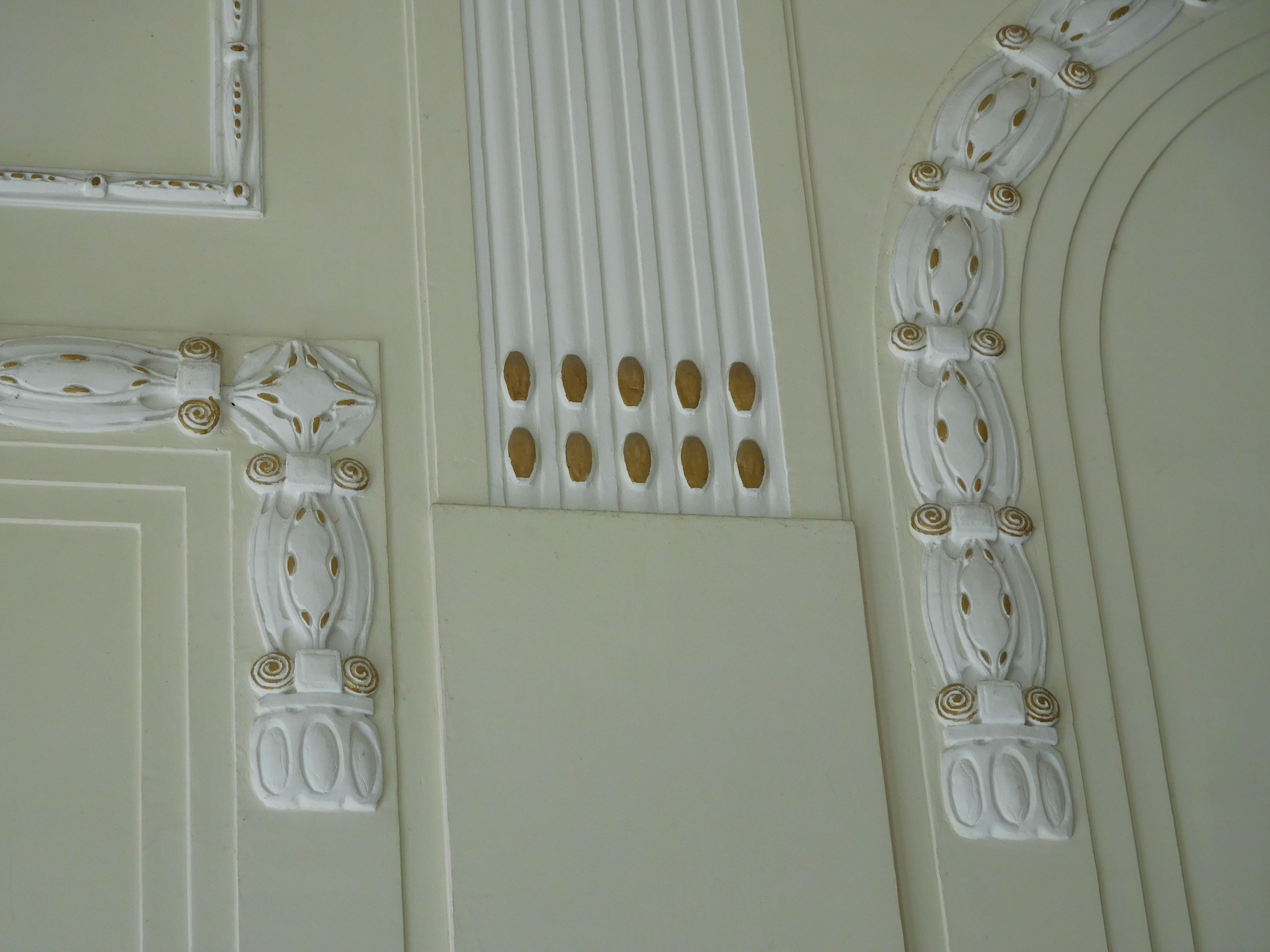
Výzdoba stěn v prostoru hlavního schodiště